# Amaia Aberasturi Franco
Amaia Aberasturi Franco (Gautegiz-Arteaga, 28 d'abril de 1997) és una actriu basca que ha treballat en cinema, televisió i teatre. Tot i estudiar magisteri, ja de ben jove combinà els estudis amb la interpretació. El seu primer treball va ser a Zigortzailek, una pel·lícula sobre l'assetjament escolar en què Aberasturi tenia dotze anys quan va treballar-hi.

## Trajectòria
L'any 2018, protagonitzà el film Vitoria, 3 de marzo, dirigit per Víctor Cabaco, el qual retrata els tràgics successos del 3 de març de 1976 en què cinc treballadors van morir, i 150 van ser ferits de bala, quan la policia espanyola va llançar gasos lacrimògens per a desallotjar els vaguistes que estaven reunits en assemblea a l'Església de Sant Francesc d'Assís, situada al barri obrer de Zaramaga, i va disparar contra els que sortien de l'església. La pel·lícula va triomfar al Puglia International Film Festival essent mereixedora del Premi Chiave d'or 2020 al Millor llargmetratge, el premi a la Millor actriu protagonista per a Amaia Aberasturi, el premi a la Millor actriu de repartiment per a Ruth Díaz i el premi al Millor actor secundari per a Alberto Berzal.
L'any 2020, protagonitzà, amb l'actor català Àlex Brendemühl, Akelarre, un drama històric sobre la persecució d'unes joves basques jutjades a principis del segle XVII acusades de bruixeria. La pel·lícula, estrenada a la Secció Oficial del Festival Internacional de Cinema de Sant Sebastià, es capbussa en «les tradicions més ancestrals i la rica mitologia» del País Basc. El film, rodat en la seva major part en basc, pretén donar una visió diferent de la caça de bruixes i convertir-la en una reivindicació femenina i una denúncia dels abusos comesos per la Inquisició.

## Filmografia

### Cinema
- 2009: Zigortzaileak, d'Arantza Ibarra i Alfonso Arandia
- 2013: Umezurtzak, d'Ernesto del Río
- 2017: Vitoria, 3 de marzo, de Víctor Cabaco
- 2020: Akelarre, de Pablo Agüero[7]

### Televisió
- 2018: Cuéntame cómo pasó (TVE)
- 2013: Víctor Ros (TVE)
- 2024: Beguinas